# Ничији син
Ничији син је хрватски филм из 2008. године. Филм је режирао Арсен Остојић по представи Мате Матишића.
Филм је премијерно приказан на пулском фестивалу у јулу 2008. године.
Филм Ничији син је био хрватски кандидат за Оскара 2008. године.

## Радња
Иван је бивши рок певач и ратни војни инвалид који је у рату у Хрватској изгубио обе ноге. И док се Иван суочава са пропалим браком и неизвесном будућношћу, његов је отац Изидор кандидат на парламентарним изборима. Као некадашњи политички затвореник Изидор рачуна на победу, али му кампању поремети долазак српског избеглице Симе који га је у бившем режиму ухапсио.

## Улоге
| Глумац              | Улога             |
| ------------------- | ----------------- |
| Ален Ливерић        | Иван              |
| Мустафа Надаревић   | Изидор            |
| Бисерка Ипса        | Ана               |
| Зденко Јелчић       | Симо              |
| Горан Гргић         | инспектор         |
| Дарија Лоренци      | Марта             |
| Никша Мркшић        | Јосип             |
| Дражен Кун          | Стипе             |
| Славен Кнезовић     | Мика              |
| Инге Апелт          | Симова сестра     |
| Вјенчеслав Капурал  | Комшија           |
| Ален Салиновић      | Бранко            |
| Ђорђе Кукуљица      | Портир            |
| Лука Перош          | Полицајац         |
| Небојша Боројевић   | Избеглица         |
| Мирјана Синозић     | Медицинска сестра |
| Миливој Беадер      | Пацијент          |
| Николина Скендерија | Румунка           |

## Критике
Ненад Полимац:
Филм је снимљен по истоименој драми Мате Матишића, па је на њему кривица за незграпну драмску структуру у којој средишњи део радње чини повелики, повремено не баш разговетан флешбек. Политички гледано, филм је разорног садржаја, с поруком да је актуелна хрватска стварност саздана на лажним темељима, међутим учинак је скроман, јер гледалац већ након пола сата престане марити за оно што се збива на екрану.
Жељко Лукетић:
Остојићев је редитељски хабитус млитав и посве се ослања на старе соц-реалистичке трикове у којима се свака тобоже драматична секвенца као за Павловљевог пса подебљава прегласном музиком, драматичним резањем или флешбековима. Остојић се приклања и типичном памфлетном поступку у којем инвалидитет јунака не представља драматични мотив или окидач, него је он ту да једноставно изазове жаљење. Том човеку без ногу једина би још гора ствар у животу била да се сазна да је Србин. Све то биће пуштено уназад, тако да најјаче сцене буду на почетку, а све слабије иду према крају, између је тек низ који динамику црпи из сапунице и то на начин да кад неко каже важну ствар, истом засвира гонг. Та патња ликова видљива је и без клишеа о лошим-добрим Србима и Хрватима који су Срби-Хрвати, без певања песама које јамче смрт.

## Награде
- Пулски филмски фестивал 2008. године - Велика Златна арена за најбољи филм[5]; Златна арена за најбољу режију[5]; Златна арена за главну мушку улогу[5]; Златна арена за музику[5]; Посебне Златне арене за најбољи тон и специјалне ефекте[5]; награда Октавијан Хрватског друштва филмских критичара[2]
- Фестивал балканског филма и хране у Поградецу 2012. године – Гран При и Награда жирија[2][6]